# Riviera Beach (Florida)
Riviera Beach è un comune degli Stati Uniti d'America situato nella parte centrale della Contea di Palm Beach dello stato della Florida.
Secondo le previsioni del 2011, la città ha una popolazione di 29 884 abitanti su una superficie di 25,5 km².